# 埃佩伊
埃佩伊（法語：Épehy，法語發音：[epɛ.i]）是法国上法蘭西大區索姆省的一个市镇，属于佩罗讷区。

## 地理
埃佩伊（50°0'27"N, 3°7'43"E）面积17.33 平方千米，位于法国上法蘭西大區索姆省，该省份为法国北部沿海省份，北起加来海峡省和北部省，西接滨海塞纳省和大西洋英吉利海峡，南至瓦兹省，东临埃纳省。
与埃佩伊接壤的市镇（或旧市镇、城区）包括：朗皮尔、旺迪勒、埃斯科河畔奥讷库尔、维莱吉兰、居扬库尔索库尔、厄迪库尔、龙苏瓦、维莱福孔。

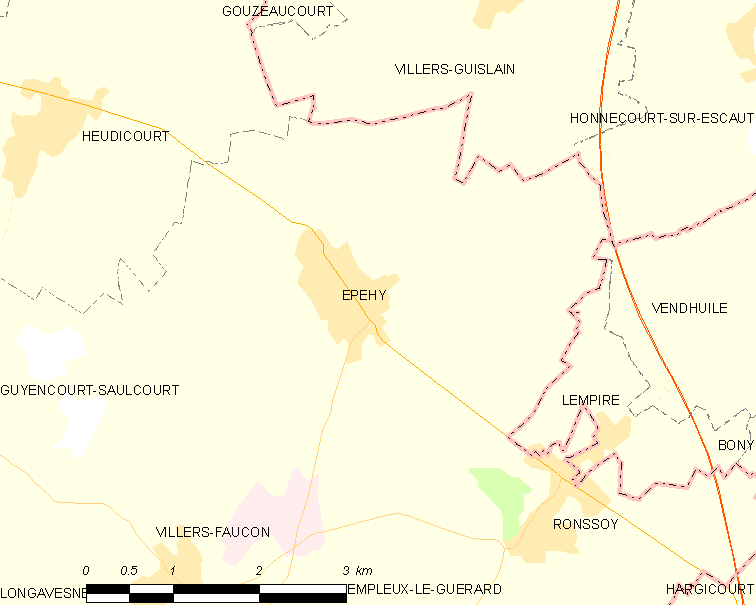
埃佩伊的OSM定位图

埃佩伊的时区为UTC+01:00、UTC+02:00（夏令时）。

## 行政
埃佩伊的邮政编码为80740，INSEE市镇编码为80271。

## 政治
埃佩伊所属的省级选区为佩罗讷县。

## 人口

1962-2008年间埃佩伊人口变化图示

埃佩伊于2022年1月1日时的人口数量为1108人。